# Human Rights in China
Human Rights in China (HRIC) is een wereldwijde niet-gouvernementele organisatie met de hoofdvestiging in New York die zich richt op de bevordering van internationaal erkende mensenrechten in China en de verbetering van de bescherming ervan.
De HRIC werd in maart 1989 opgericht, enkele maanden voor de uitbraak van het Tiananmen-protest. Van 1989 tot 2002 was Xiao Qiang de uitvoerend voorzitter. Daarna werd hij opgevolgd door Sharon Hom. Tot aan zijn dood in 2012 was de beroemde natuurkundige en dissident Fang Lizhi medevoorzitter van de organisatie.